# トイジャーナル
『月刊トイジャーナル』（げっかんトイジャーナル）は、玩具業界とその周辺の様々な情報を伝える玩具業界業界雑誌。発行は東京玩具人形協同組合。
1903年（明治36年）4月22日に東京玩物雛人形問屋組合によって創刊された『東京雛玩具商報』を前身とする専門誌で、同組織の後身に当たる東京玩具人形問屋協同組合が発行を引き継ぎ、現在も刊行されている（東京玩具人形問屋協同組合編『東京玩具人形問屋協同組合七十年史』緑地社、1956年版参照）。
玩具を主体に雑貨、ホビー商品まで幅広い分野をカバーし、読者は大手玩具メーカーから街の玩具店まで多岐に渡っている。

## 歴史
- 1903年4月 『東京雛玩具商報』創刊
- その後、『東京玩具商報』『玩統会報』『玩具界』『東京玩具商報』（復刊）と誌名を変更する。
- 1967年7月 玩具組合が創立80周年を迎えたのを機に、名称を現在の『トイジャーナル』に改題
- 1994年2月 創刊1,000号を発行
- 2003年4月 創刊100周年を迎え『おもちゃのメーカーと問屋の歴史と今がわかる本』を記念に発行